# Coupe Martini Rossi
Ne pas confondre avec le Trophée Martini & Rossi.

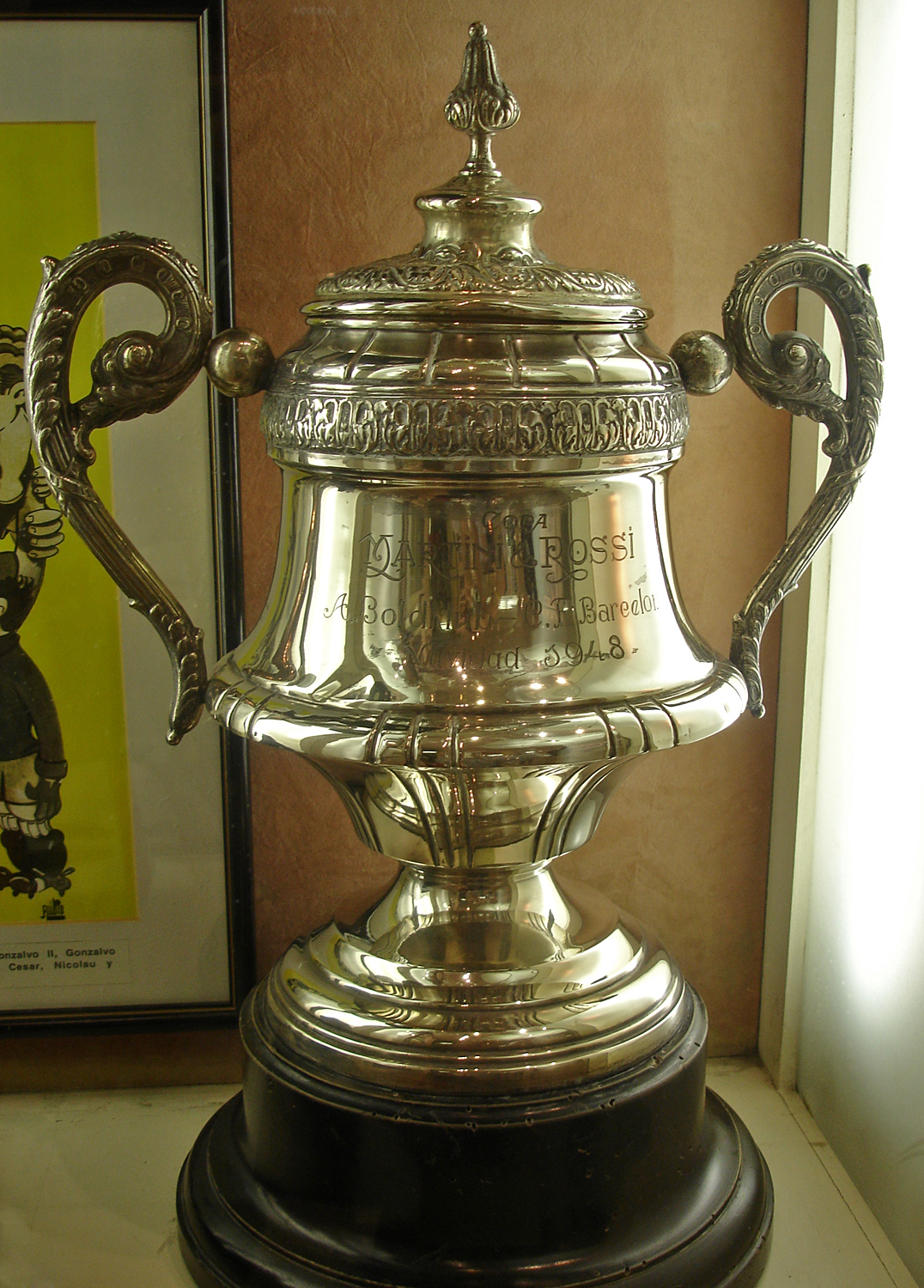
Le trophée de la Coupe Martini-Rossi

La Coupe Martini Rossi était un tournoi amical organisé par le FC Barcelone, sponsorisé par la marque de vermouths italienne Martini. C'est l'ancêtre de l'actuel trophée Joan Gamper.

## Palmarès
| Date                              | Vainqueur    | Score                                                             |
| --------------------------------- | ------------ | ----------------------------------------------------------------- |
| 25 décembre 1948 26 décembre 1948 | FC Barcelone | FC Barcelone 1 - 1 AB Copenhague FC Barcelone 2 - 1 AB Copenhague |
| 12 juin 1949                      | FC Barcelone | FC Barcelone 3 - 1 FC Porto                                       |
| 4 juin 1950                       | FC Barcelone | FC Barcelone 2 - 1 Torino FC                                      |
| 15 juin 1952                      | FC Barcelone | FC Barcelone 8 - 2 OGC Nice                                       |
| 25 décembre 1952                  | FC Barcelone | FC Barcelone 5 - 2 Kickers Offenbach                              |
| 25 décembre 1953                  | FC Barcelone | FC Barcelone 3 - 2 Austria Vienne                                 |